# Championnat de France féminin de handball de deuxième division 2014-2015
Navigation
Division 2 2013-2014 Division 2 2015-2016
Le Championnat de France féminin de handball de deuxième division 2014-2015 est la quarante-quatrième édition de cette compétition. Le championnat de Division 2 de handball est le deuxième plus haut niveau du championnat de France de ce sport. 
À la fin de la saison, l'ES Besançon est champion de France de D2 et retrouve la Division 1 un an après l'avoir quittée.
En bas du classement, le Cergy-Pontoise Handball 95 (qui est finalement contraint de déposer le bilan à l'intersaison à cause d'importantes difficultés financières) et le Handball Octeville-sur-Mer sont relégués en Nationale 1. L'AS Cannes Mandelieu, troisième, est lui rétrogradé en Nationale 2.

## Les clubs de l'édition 2014-2015
| \| Saint-Maur Bourg-de-Péage La Rochelle Cannes Chambray-lès-Tours Yutz Mérignac Brest Noisy-le-Grand Octeville/Mer Cergy-Pontoise Besançon \| Localisation des clubs engagés dans le championnat. |
| Saint-Maur Bourg-de-Péage La Rochelle Cannes Chambray-lès-Tours Yutz Mérignac Brest Noisy-le-Grand Octeville/Mer Cergy-Pontoise Besançon                                                           |

| Club                               | Saison précédente   |
| ---------------------------------- | ------------------- |
| ES Besançon                        | 10e Division 1      |
| Noisy-le-Grand handball            | 2e                  |
| Yutz Handball féminin              | 3e                  |
| Chambray Touraine Handball         | 4e                  |
| AS Cannes Mandelieu                | 5e                  |
| Mérignac Handball                  | 6e                  |
| Handball Octeville-sur-Mer         | 7e                  |
| Cergy-Pontoise Handball 95         | 8e                  |
| Aunis Handball La Rochelle-Périgny | 9e                  |
| Brest Bretagne Handball            | 1er Nat. 1, poule 1 |
| Stella Sports Saint-Maur           | 2e Nat. 1, poule 2  |
| Bourg-de-Péage Drôme Handball      | 1er Nat. 1, poule 3 |

## Compétition

### Règlement
Le championnat est composé d'une poule unique de douze clubs. À la fin de la saison, le premier du classement est sacré champion de France de Division 2 et les trois derniers sont relégués en Nationale 1.
En vigueur depuis la saison 2012-13, le dispositif de Voie d'accession au professionnalisme (VAP) vise à baliser et sécuriser le chemin vers la première division (LFH). 
Il concerne les clubs de D2F désireux de se structurer encore davantage et qui ambitionnent, à plus ou moins court terme, d'accéder en LFH. Les clubs volontaires peuvent ainsi s'engager dans une étape intermédiaire avec des exigences renforcées de préparation vers la LFH. Comme pour le cahier des charges générales, le statut de club VAP est accordé par la Commission Nationale de Contrôle et de Gestion (CNCG), par saison sportive. Il n'y a aucune attribution automatique de ce statut VAP d'une saison sur l'autre, la CNCG restant souveraine pour en décider. 
Ce statut, qui n'a pas de caractère obligatoire et qui est sans incidence sur le classement sportif final de D2F et l'attribution du titre de champion de France de D2F, est toutefois un préalable règlementaire et obligatoire pour une accession en LFH. En effet, seul un club de D2F sous Statut VAP est susceptible de monter en LFH en fin de saison.
Pour cette saison, les clubs suivants se sont inscrits dans la démarche et ont bénéficié du Statut VAP : Besançon, Brest, Cannes et Chambray. Le club de Cannes s’est toutefois retiré volontairement du statut VAP en janvier 2015.

### Classement final
|    | Équipe                             | Pts | J  | G  | N | P  | Bp  | Bc  | Diff |
| -- | ---------------------------------- | --- | -- | -- | - | -- | --- | --- | ---- |
| 1  | ES Besançon R V                    | 62  | 22 | 20 | 0 | 2  | 604 | 496 | 108  |
| 2  | Brest Bretagne Handball R V        | 56  | 22 | 16 | 2 | 4  | 579 | 466 | 113  |
| 3  | AS Cannes Mandelieu V              | 52  | 22 | 15 | 0 | 7  | 620 | 567 | 53   |
| 4  | Noisy-le-Grand handball            | 51  | 22 | 13 | 3 | 6  | 550 | 505 | 45   |
| 5  | Chambray Touraine Handball V       | 48  | 22 | 12 | 2 | 8  | 653 | 598 | 55   |
| 6  | Aunis Handball La Rochelle-Périgny | 42  | 22 | 9  | 2 | 11 | 650 | 682 | -32  |
| 7  | Yutz Handball féminin              | 40  | 22 | 8  | 2 | 12 | 569 | 588 | -19  |
| 8  | Stella Sports Saint-Maur R         | 40  | 22 | 7  | 4 | 11 | 557 | 587 | -30  |
| 9  | Bourg-de-Péage Drôme HB R          | 35  | 22 | 6  | 1 | 15 | 580 | 635 | -55  |
| 10 | Mérignac Handball                  | 35  | 22 | 6  | 1 | 15 | 522 | 583 | -61  |
| 11 | Cergy-Pontoise Handball 95         | 34  | 22 | 6  | 1 | 15 | 550 | 635 | -85  |
| 12 | Handball Octeville-sur-Mer         | 32  | 22 | 4  | 2 | 16 | 524 | 616 | -92  |

Légende
|   | Accession en Division 1                                             |
|   | Relégation administrative                                           |
|   | Relégué en Nationale 1                                              |
| R | Relégué de Division 1 en 2014                                       |
| P | Promu de Nationale 1 en 2014                                        |
| V | Club ayant le statut de Voie d'accession au professionnalisme (VAP) |

## Bilan de la saison
| Tableau d'honneur de la saison 2014-2015 |                                                                  |
| Compétition                              | Vainqueur                                                        |
| Championnat de France                    | ES Besançon                                                      |
| Promotions et relégations                |                                                                  |
| Promu en Division 1                      | ES Besançon                                                      |
| Relégués en Nationale 1                  | Cergy-Pontoise Handball 95 Handball Octeville-sur-Mer            |
| Rétrogradé en Nationale 2                | AS Cannes Mandelieu                                              |
| Promus de Nationale 1                    | HBC Celles-sur-Belle HBCSA Porte du Hainaut Handball Pole Sud 38 |
| Relégué de Division 1                    | Le Havre AC Handball                                             |